# J. Ross Robertson Cup

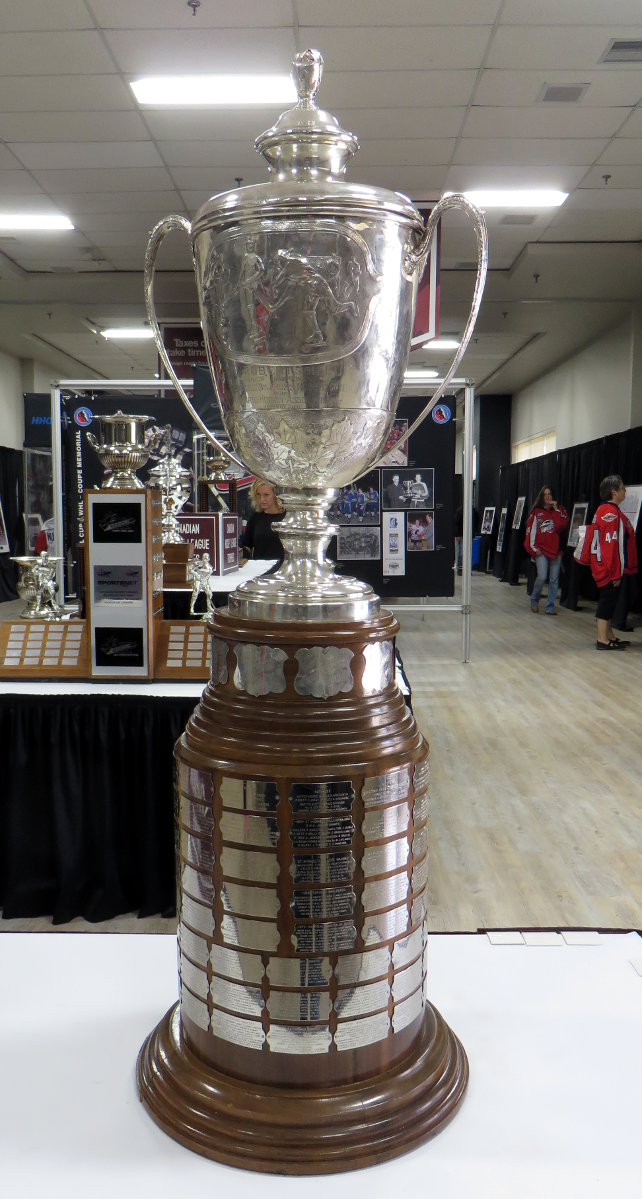
J. Ross Robertson Cup

Die J. Ross Robertson Cup ist eine Trophäe der Ontario Hockey League für den Sieger der Play-offs und somit Meister der OHL. Sie wurde von John Ross Robertson gestiftet und nach ihm benannt. Robertson war von 1899 bis 1905 Präsident der Ontario Hockey Association.
Ursprünglich wurde der Pokal dem Gewinner der OHA Junior Playoffs überreicht. Seit der Spielzeit 1933/34 wurde er umgewidmet und dem Junior A Meister der OHA überreicht. Erster Gewinner danach waren die Toronto St. Michael’s Majors. Bei einer erneuten Gliederung der höchsten Juniorenligen in Ontario 1972/73 verblieb der Cup in der höheren Junior A Liga der OHA, die später zur OMJHL und 1980 zur OHL wurde.

## Gewinner

### Seit 1934
Die Liste der Gewinner des J. Ross Robertson Cup von 1934 bis heute. Teams, die anschließend den Memorial Cup gewinnen konnten, sind fett dargestellt.
| Jahr | Team                         |
| ---- | ---------------------------- |
| 2025 | London Knights               |
| 2024 | London Knights               |
| 2023 | Peterborough Petes           |
| 2022 | Hamilton Bulldogs            |
| 2021 | nicht vergeben               |
| 2020 | nicht vergeben               |
| 2019 | Guelph Storm                 |
| 2018 | Hamilton Bulldogs            |
| 2017 | Erie Otters                  |
| 2016 | London Knights               |
| 2015 | Oshawa Generals              |
| 2014 | Guelph Storm                 |
| 2013 | London Knights               |
| 2012 | London Knights               |
| 2011 | Owen Sound Attack            |
| 2010 | Windsor Spitfires            |
| 2009 | Windsor Spitfires            |
| 2008 | Kitchener Rangers            |
| 2007 | Plymouth Whalers             |
| 2006 | Peterborough Petes           |
| 2005 | London Knights               |
| 2004 | Guelph Storm                 |
| 2003 | Kitchener Rangers            |
| 2002 | Erie Otters                  |
| 2001 | Ottawa 67’s                  |
| 2000 | Barrie Colts                 |
| 1999 | Belleville Bulls             |
| 1998 | Guelph Storm                 |
| 1997 | Oshawa Generals              |
| 1996 | Peterborough Petes           |
| 1995 | Detroit Junior Red Wings     |
| 1994 | North Bay Centennials        |
| 1993 | Peterborough Petes           |
| 1992 | Sault Ste. Marie Greyhounds  |
| 1991 | Sault Ste. Marie Greyhounds  |
| 1990 | Oshawa Generals              |
| 1989 | Peterborough Petes           |
| 1988 | Windsor Spitfires            |
| 1987 | Oshawa Generals              |
| 1986 | Guelph Platers               |
| 1985 | Sault Ste. Marie Greyhounds  |
| 1984 | Ottawa 67’s                  |
| 1983 | Oshawa Generals              |
| 1982 | Kitchener Rangers            |
| 1981 | Kitchener Rangers            |
| 1980 | Peterborough Petes           |
| 1979 | Peterborough Petes           |
| 1978 | Peterborough Petes           |
| 1977 | Ottawa 67’s                  |
| 1976 | Hamilton Fincups             |
| 1975 | Toronto Marlboros            |
| 1974 | St. Catharines Black Hawks   |
| 1973 | Toronto Marlboros            |
| 1972 | Peterborough Petes           |
| 1971 | St. Catharines Black Hawks   |
| 1970 | Montréal Junior Canadiens    |
| 1969 | Montréal Junior Canadiens    |
| 1968 | Niagara Falls Flyers         |
| 1967 | Toronto Marlboros            |
| 1966 | Oshawa Generals              |
| 1965 | Niagara Falls Flyers         |
| 1964 | Toronto Marlboros            |
| 1963 | Niagara Falls Flyers         |
| 1962 | Hamilton Red Wings           |
| 1961 | Toronto St. Michael’s Majors |
| 1960 | St. Catharines Teepees       |
| 1959 | Peterborough Petes           |
| 1958 | Toronto Marlboros            |
| 1957 | Guelph Biltmore Mad Hatters  |
| 1956 | Toronto Marlboros            |
| 1955 | Toronto Marlboros            |
| 1954 | St. Catharines Teepees       |
| 1953 | Barrie Flyers                |
| 1952 | Guelph Biltmore Mad Hatters  |
| 1951 | Barrie Flyers                |
| 1950 | Guelph Biltmore Mad Hatters  |
| 1949 | Barrie Flyers                |
| 1948 | Barrie Flyers                |
| 1947 | Toronto St. Michael’s Majors |
| 1946 | Toronto St. Michael’s Majors |
| 1945 | Toronto St. Michael’s Majors |
| 1944 | Oshawa Generals              |
| 1943 | Oshawa Generals              |
| 1942 | Oshawa Generals              |
| 1941 | Oshawa Generals              |
| 1940 | Oshawa Generals              |
| 1939 | Oshawa Generals              |
| 1938 | Oshawa Generals              |
| 1937 | Toronto St. Michael’s Majors |
| 1936 | West Toronto Nationals       |
| 1935 | Kitchener Greenshirts †      |
| 1934 | Toronto St. Michael’s Majors |

† Hinweis: Die Kitchener Greenshirts gewannen 1935 den Cup am „grünen Tisch“, nachdem die Oshawa Generals wegen des Einsatzes eines unberechtigten Spielers disqualifiziert wurden.
Das Team des Greenshirts ist nicht dasselbe Team, das später zu den Kitchener Canucks und danach zu den Peterborough Petes wurde.

### 1919–1933
Die Liste der Gewinner des J. Ross Robertson Cup vor den Jahren der OHA als Junior A Liga. Teams, die anschließend den Memorial Cup gewinnen konnten, sind fett dargestellt.
| Jahr | Team                          |
| ---- | ----------------------------- |
| 1933 | Newmarket Redmen              |
| 1932 | Toronto Marlboros             |
| 1931 | Niagara Falls                 |
| 1930 | West Toronto Nationals        |
| 1929 | Toronto Marlboros             |
| 1928 | Toronto Marlboros             |
| 1927 | Owen Sound Greys              |
| 1926 | Queen’s University            |
| 1925 | Toronto Aura Lee              |
| 1924 | Owen Sound Greys              |
| 1923 | Kitchener Colts               |
| 1922 | Toronto Aura Lee              |
| 1921 | Stratford Midgets             |
| 1920 | Toronto Canoe Club Paddlers   |
| 1919 | University of Toronto Schools |

### 1893–1918

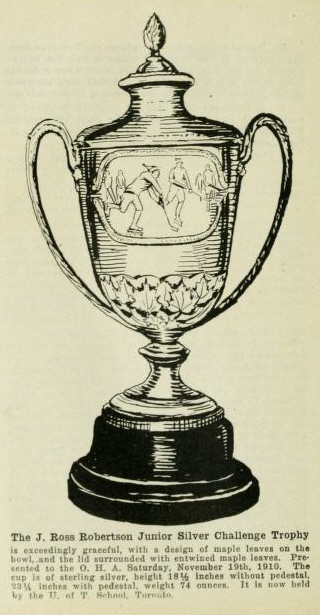
J. Ross Robertson Cup, etwa 1915

Die Liste der Gewinner der OHA-Juniorenmeisterschaft von 1893 bis 1918.
| Jahr | Team                          |
| ---- | ----------------------------- |
| 1918 | Toronto De La Salle College   |
| 1917 | Toronto Aura Lee              |
| 1916 | Toronto Aura Lee              |
| 1915 | University of Toronto Schools |
| 1914 | Orillia                       |
| 1913 | Orillia                       |
| 1912 | Toronto Canoe Club Paddlers   |
| 1911 | Kingston Frontenacs           |
| 1910 | Kingston Frontenacs           |
| 1909 | Stratford Hockey Club         |
| 1908 | Stratford Hockey Club         |
| 1907 | Stratford Hockey Club         |
| 1906 | Port Hope                     |
| 1905 | Stratford Hockey Club         |
| 1904 | Frontenac-Beechgroves         |
| 1903 | Toronto Marlboros             |
| 1902 | Upper Canada College          |
| 1901 | Peterborough                  |
| 1900 | Stratford Hockey Club         |
| 1899 | St. George’s                  |
| 1898 | Upper Canada College          |
| 1897 | Wellingtons                   |
| 1896 | Toronto Granites              |
| 1895 | Peterborough                  |
| 1894 | Peterborough                  |
| 1893 | Kingston Limestones           |